# Formatura

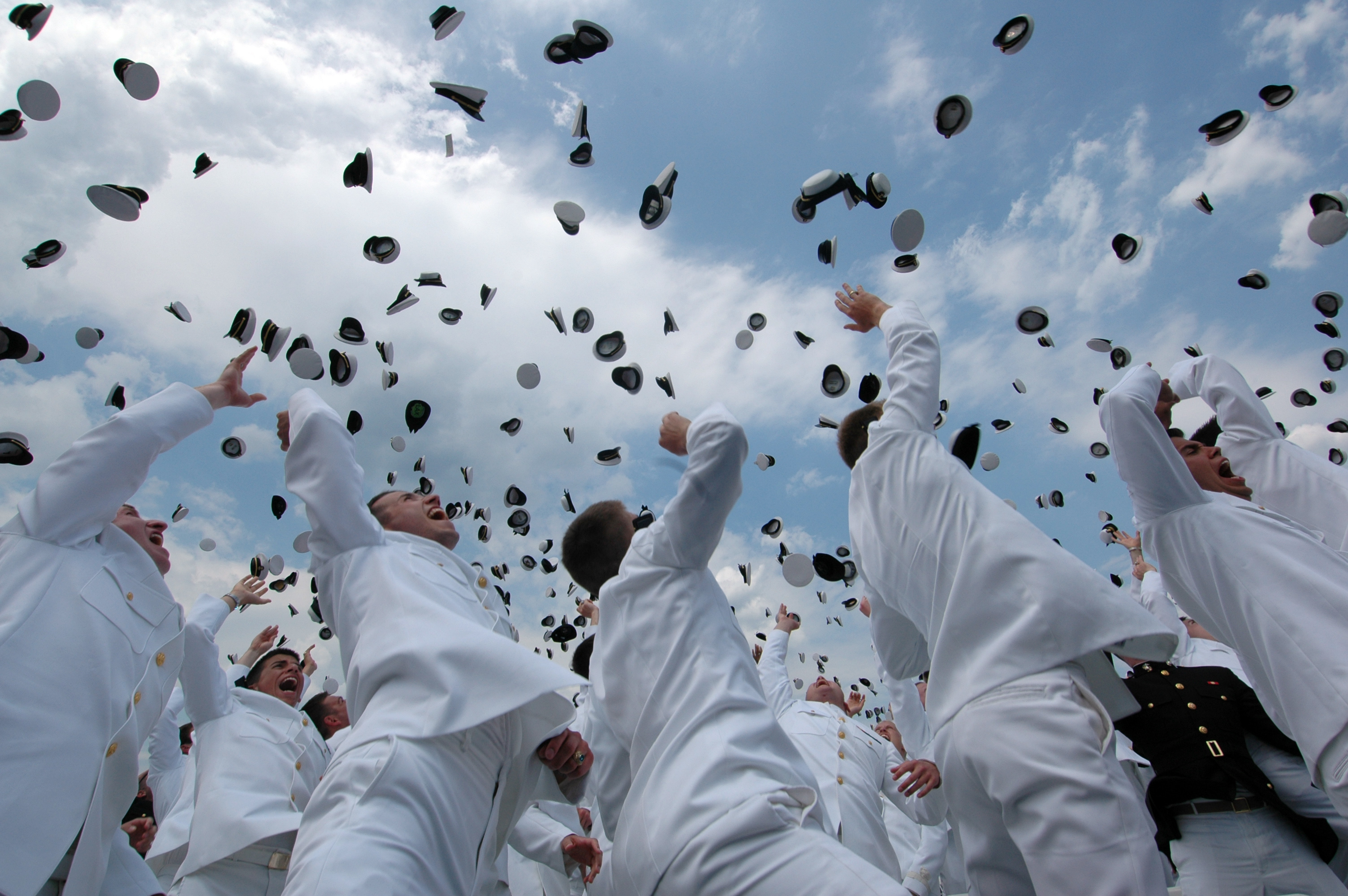
Conhecido ritual de "lance do chapéu" que acontece em formaturas.

Formatura é uma cerimônia festiva de conclusão de um curso de ensino primário, médio ou universitário.
Existe um ritual que se deve fazer no dia da cerimônia de formatura: passar a corda do capelo do lado direito para o esquerdo, para identificar que estão todos formados ao terminar a cerimônia, após isso deve-se levantar-se e todos juntos jogar os capelos para o alto, concluindo uma das principais tradições do ensino médio.